# Martynów Stary
Martynów Stary (ukr. Старий Мартинів) – wieś na Ukrainie, w  obwodzie iwanofrankiwskim, w rejonie halickim, nad Dniestrem. 
W II Rzeczypospolitej wieś w powiecie rohatyńskim województwa stanisławowskiego. W latach 1943–1945 nacjonaliści ukraińscy z OUN-UPA tutaj i na terenie wsi Martynów Nowy zamordowali 15 Polaków.